# NEC Red Rockets 2014-2015
Questa voce raccoglie le informazioni riguardanti le NEC Red Rockets nella stagione 2014-2015.

## Organigramma societario
Area direttiva
- Presidente: Takumi Iwasaki
- Direttore generale: Takashi Nakamura

Area tecnica
- Allenatore: Akinori Yamada
- Assistente allenatore: Satoru Omura, Yu Takahashi, Mikami Akiramigi
- Preparatore atletico: Maki Takemura

## Rosa
| N° | Nome             | Ruolo | Data di nascita   | Nazionalità sportiva |
| -- | ---------------- | ----- | ----------------- | -------------------- |
| 1  | Miki Yahata      | S     | 30 luglio 1990    | Giappone             |
| 3  | Yeliz Askan      | S/O   | 13 agosto 1987    | Turchia              |
| 5  | Kaname Yamaguchi | P     | 6 novembre 1989   | Giappone             |
| 6  | Akari Oumi       | S     | 10 novembre 1989  | Giappone             |
| 7  | Miyuki Akiyama   | P     | 27 agosto 1984    | Giappone             |
| 8  | Haruyo Shimamura | C     | 4 marzo 1992      | Giappone             |
| 9  | Risa Shiragaki   | S     | 30 luglio 1991    | Giappone             |
| 10 | Sayaka Iwasaki   | L     | 18 luglio 1990    | Giappone             |
| 11 | Saori Kaneko     | S     | 9 maggio 1992     | Giappone             |
| 12 | Kana Ōno         | C     | 30 giugno 1992    | Giappone             |
| 13 | Miku Torigoe     | L     | 16 ottobre 1992   | Giappone             |
| 14 | Mika Matsuzaki   | C     | 13 dicembre 1990  | Giappone             |
| 15 | Kaori Ueno       | C     | 6 gennaio 1995    | Giappone             |
| 16 | Ayana Oyama      | S     | 13 luglio 1994    | Giappone             |
| 17 | Naoko Yataka     | C     | 2 dicembre 1991   | Giappone             |
| 18 | Nami Sagawa      | S/O   | 1º agosto 1995    | Giappone             |
| 19 | Mizuki Yanagita  | S     | 26 marzo 1996     | Giappone             |
| 20 | Yuna Okuyama     | P     | 26 settembre 1995 | Giappone             |
| 21 | Sarina Koga      | S     | 21 maggio 1996    | Giappone             |
| 22 | Sayaka Shinohara | P     | 6 agosto 1996     | Giappone             |

## Mercato
| Acquisti | Acquisti         | Acquisti               | Acquisti   |
| R.       | Nome             | da                     | Modalità   |
| -------- | ---------------- | ---------------------- | ---------- |
| P        | Kaname Yamaguchi | JT Marvelous           | definitivo |
| S/O      | Yeliz Askan      | Hyundai Hillstate      | definitivo |
| S        | Sarina Koga      | Liceo Kumamoto Shin-ai | definitivo |
| P        | Sayaka Shinohara | Liceo Takasaki         | definitivo |

| Cessioni | Cessioni        | Cessioni | Cessioni   |
| R.       | Nome            | a        | Modalità   |
| -------- | --------------- | -------- | ---------- |
| S        | Yumiko Tsuzuki  | -        | ritirata   |
| S        | Akiko Uchida    | -        | ritirata   |
| P        | Makoto Matsuura | -        | ritirata   |
| P        | Miho Watanabe   | -        | ritirata   |
| S        | Hana Čutura     | Impel    | definitivo |

## Risultati

### V.Premier League

#### Regular season

##### 1º turno
| 1ª giornata - 16 novembre 2014 ?, ? | NEC Red Rockets   | 3 - 0 | Hitachi Rivale  | 25-15, 25-22, 25-21               |
| 2ª giornata - 22 novembre 2014 ?, ? | NEC Red Rockets   | 3 - 0 | Denso Airybees  | 25-18, 25-18, 25-23               |
| 3ª giornata - 23 novembre 2014 ?, ? | Toyota Queenseis  | 2 - 3 | NEC Red Rockets | 21-25, 25-20, 25-18, 21-25, 10-15 |
| 4ª giornata - 29 novembre 2014 ?, ? | Hisamitsu Springs | 3 - 2 | NEC Red Rockets | 16-25, 23-25, 25-15, 25-20, 15-9  |
| 5ª giornata - 30 novembre 2014 ?, ? | Okayama Seagulls  | 3 - 1 | NEC Red Rockets | 25-17, 25-20, 23-25, 25-21        |
| 6ª giornata - 6 dicembre 2014 ?, ?  | NEC Red Rockets   | 3 - 2 | Ageo Medics     | 25-15, 23-25, 18-25, 28-26, 15-13 |
| 7ª giornata - 7 gennaio 2014 ?, ?   | Toray Arrows      | 2 - 3 | NEC Red Rockets | 19-25, 25-21, 19-25, 25-23, 17-19 |

##### 2º turno
| 8ª giornata - 10 gennaio 2015 ?, ?  | NEC Red Rockets   | 3 - 1 | Hitachi Rivale   | 20-25, 25-23, 25-18, 25-22        |
| 9ª giornata - 11 gennaio 2015 ?, ?  | Hisamitsu Springs | 3 - 0 | NEC Red Rockets  | 25-22, 25-16, 30-28               |
| 10ª giornata - 17 gennaio 2015 ?, ? | NEC Red Rockets   | 3 - 0 | Denso Airybees   | 25-20, 25-21, 25-18               |
| 11ª giornata - 18 gennaio 2015 ?, ? | Toray Arrows      | 3 - 0 | NEC Red Rockets  | 25-22, 25-23, 25-23               |
| 12ª giornata - 24 gennaio 2015 ?, ? | NEC Red Rockets   | 2 - 3 | Ageo Medics      | 22-25, 23-25, 26-24, 25-19, 10-15 |
| 13ª giornata - 25 gennaio 2015 ?, ? | NEC Red Rockets   | 3 - 0 | Okayama Seagulls | 25-18, 25-23, 25-13               |
| 14ª giornata - 31 gennaio 2015 ?, ? | Toyota Queenseis  | 0 - 3 | NEC Red Rockets  | 28-30, 23-25, 26-28               |

##### 3º turno
| 15ª giornata - 1º febbraio 2015 ?, ? | NEC Red Rockets   | 0 - 3 | Ageo Medics      | 22-25, 21-25, 21-25               |
| 16ª giornata - 7 febbraio 2015 ?, ?  | Hisamitsu Springs | 0 - 3 | NEC Red Rockets  | 23-25, 28-30, 18-25               |
| 17ª giornata - 8 febbraio 2015 ?, ?  | Toray Arrows      | 3 - 2 | NEC Red Rockets  | 25-23, 25-17, 21-25, 22-25, 17-15 |
| 18ª giornata - 14 febbraio 2015 ?, ? | NEC Red Rockets   | 3 - 0 | Hitachi Rivale   | 25-23, 27-25, 31-29               |
| 19ª giornata - 15 febbraio 2015 ?, ? | NEC Red Rockets   | 3 - 1 | Denso Airybees   | 20-25, 25-19, 25-20, 25-18        |
| 20ª giornata - 21 febbraio 2015 ?, ? | NEC Red Rockets   | 0 - 3 | Okayama Seagulls | 23-25, 21-25, 29-31               |
| 21ª giornata - 22 febbraio 2015 ?, ? | NEC Red Rockets   | 3 - 1 | Toyota Queenseis | 25-22, 20-25, 25-15, 25-23        |

#### Play-off

##### Final 6
| 1ª giornata - 28 febbraio 2015 Kagoshima Arena, Kagoshima     | NEC Red Rockets   | 3 - 0 | Toray Arrows     | 25-21, 25-23, 25-21        |
| 2ª giornata - 7 marzo 2015 Hannaryz Gymnasium, Kyoto          | NEC Red Rockets   | 3 - 1 | Okayama Seagulls | 19-25, 25-23, 25-22, 25-14 |
| 3ª giornata - 8 marzo 2015 Hannaryz Gymnasium, Kyoto          | NEC Red Rockets   | 0 - 3 | Hitachi Rivale   | 17-25, 18-25, 17-25        |
| 4ª giornata - 14 marzo 2015 Ota City General Gymnasium, Tokyo | NEC Red Rockets   | 3 - 1 | Ageo Medics      | 18-25, 36-34, 25-19, 25-20 |
| 5ª giornata - 21 marzo 2015 Kagoshima Arena, Kagoshima        | Hisamitsu Springs | 3 - 0 | NEC Red Rockets  | 25-20, 25-18, 25-20        |

##### Semifinale
| Gara 1 - 28 marzo 2015 Xebio Arena Sendai, Sendai | NEC Red Rockets | 3 - 0 | Ageo Medics | 25-22, 25-19, 25-21 |

##### Finale
| Gara 1 - 15 aprile 2015 Tokyo Metropolitan Gymnasium, Tokyo | Hisamitsu Springs | 1 - 3 | NEC Red Rockets | 25-22, 22-25, 19-25, 22-25 |

### Coppa dell'Imperatrice

#### Fase ad eliminazione diretta
| Secondo turno - 11 dicembre 2014 Tokyo Metropolitan Gymnasium, Tokyo    | NEC Red Rockets   | 3 - 0 | Hiroshima Oilers | 25-19, 25-20, 25-19 |
| Quarti di finale - 12 dicembre 2014 Tokyo Metropolitan Gymnasium, Tokyo | NEC Red Rockets   | 3 - 0 | JT Marvelous     | 26-24, 25-23, 25-19 |
| Semifinale - 13 dicembre 2014 Tokyo Metropolitan Gymnasium, Tokyo       | Hisamitsu Springs | 3 - 0 | NEC Red Rockets  | 25-19, 25-20, 25-20 |

### Torneo Kurowashiki

#### Fase ad gironi
| Gara ? - ? maggio 2014 Osaka Municipal Central Gymnasium, Osaka | NEC Red Rockets | 3 - 0 | JT Marvelous      |  |
| Gara ? - ? maggio 2014 Osaka Municipal Central Gymnasium, Osaka | NEC Red Rockets | 3 - 0 | Liceo KimuRan-kai |  |
| Gara ? - ? maggio 2014 Osaka Municipal Central Gymnasium, Osaka | NEC Red Rockets | 3 - 0 | NSSU              |  |

#### Fase ad eliminazione diretta
| Quarti di finale - 4 maggio 2015 Osaka Municipal Central Gymnasium, Osaka | NEC Red Rockets | 2 - 3 | Toyota Queenseis | 25-18, 32-34, 25-20, 23-25, 16-18 |

### V.League Top Match

#### Fase a eliminazione diretta
| Finale - 12 aprile 2015 Jangchung Gymnasium, Seul | IBK Altos | 0 - 3 | NEC Red Rockets | 13-25, 14-25, 23-25 |

## Statistiche

### Statistiche di squadra
| Competizione           | Punti | In casa | In casa | In casa | In trasferta | In trasferta | In trasferta | Totale | Totale | Totale |
| Competizione           | Punti | G       | V       | P       | G            | V            | P            | G      | V      | P      |
| ---------------------- | ----- | ------- | ------- | ------- | ------------ | ------------ | ------------ | ------ | ------ | ------ |
| V.Premier League       | 39    | ?       | ?       | ?       | ?            | ?            | ?            | 28     | 19     | 9      |
| Coppa dell'Imperatrice | -     | -       | -       | -       | -            | -            | -            | 3      | 2      | 1      |
| Torneo Kurowashiki     | -     | -       | -       | -       | -            | -            | -            | 4      | 3      | 1      |
| / V.League Top Match   | -     | -       | -       | -       | -            | -            | -            | 1      | 1      | 0      |
| Totale                 | -     | ?       | ?       | ?       | ?            | ?            | ?            | 36     | 25     | 11     |

G = partite giocate; V = partite vinte; P = partite perse

### Statistiche dei giocatori
| M. Akiyama   | 28 | 19  | 11  | 7  | 1  | Statistiche assenti | Statistiche assenti | Statistiche assenti | Statistiche assenti |
| Y. Askan     | 23 | 293 | 245 | 37 | 11 | Statistiche assenti | Statistiche assenti | Statistiche assenti | Statistiche assenti |
| S. Iwasaki   | 28 | 0   | 0   | 0  | 0  | Statistiche assenti | Statistiche assenti | Statistiche assenti | Statistiche assenti |
| S. Kaneko    | -  | -   | -   | -  | -  | Statistiche assenti | Statistiche assenti | Statistiche assenti | Statistiche assenti |
| S. Koga      | ?  | ?   | ?   | ?  | ?  | Statistiche assenti | Statistiche assenti | Statistiche assenti | Statistiche assenti |
| M. Matsuzaki | 21 | 3   | 3   | 0  | 0  | Statistiche assenti | Statistiche assenti | Statistiche assenti | Statistiche assenti |
| Y. Okuyama   | -  | -   | -   | -  | -  | Statistiche assenti | Statistiche assenti | Statistiche assenti | Statistiche assenti |
| K. Ōno       | 13 | 107 | 85  | 20 | 2  | Statistiche assenti | Statistiche assenti | Statistiche assenti | Statistiche assenti |
| A. Oumi      | 28 | 307 | 269 | 33 | 5  | Statistiche assenti | Statistiche assenti | Statistiche assenti | Statistiche assenti |
| A. Oyama     | 6  | 0   | 0   | 0  | 0  | Statistiche assenti | Statistiche assenti | Statistiche assenti | Statistiche assenti |
| N. Sagawa    | 24 | 50  | 45  | 4  | 1  | Statistiche assenti | Statistiche assenti | Statistiche assenti | Statistiche assenti |
| H. Shimamura | 28 | 366 | 306 | 44 | 16 | Statistiche assenti | Statistiche assenti | Statistiche assenti | Statistiche assenti |
| S. Shinohara | ?  | ?   | ?   | ?  | ?  | Statistiche assenti | Statistiche assenti | Statistiche assenti | Statistiche assenti |
| R. Shiragaki | 28 | 350 | 315 | 29 | 6  | Statistiche assenti | Statistiche assenti | Statistiche assenti | Statistiche assenti |
| M. Torigoe   | 28 | 1   | 0   | 0  | 1  | Statistiche assenti | Statistiche assenti | Statistiche assenti | Statistiche assenti |
| K. Ueno      | 28 | 98  | 76  | 16 | 6  | Statistiche assenti | Statistiche assenti | Statistiche assenti | Statistiche assenti |
| M. Yahata    | 28 | 1   | 1   | 0  | 0  | Statistiche assenti | Statistiche assenti | Statistiche assenti | Statistiche assenti |
| K. Yamaguchi | 28 | 49  | 27  | 11 | 11 | Statistiche assenti | Statistiche assenti | Statistiche assenti | Statistiche assenti |
| M. Yanagita  | 28 | 201 | 182 | 13 | 6  | Statistiche assenti | Statistiche assenti | Statistiche assenti | Statistiche assenti |
| N. Yataka    | 15 | 21  | 17  | 3  | 1  | Statistiche assenti | Statistiche assenti | Statistiche assenti | Statistiche assenti |

P = presenze; PT = punti totali; AV = attacchi vincenti; MV = muri vincenti; BV = battute vincenti